# Halo Wars 2
Halo Wars 2 ist ein Echtzeit-Strategiespiel vom Entwickler 343 Industries und Creative Assembly. Es erschien am 21. Februar 2017 für Xbox One und Windows 10. Als Publisher agieren die Microsoft Studios.
Halo Wars 2 spielt in dem Science-Fiction-Universum der Halo-Reihe im Jahr 2559 und ist die Fortsetzung des 2009 erschienenen Halo Wars. Die Entwicklung von Halo Wars 2 begann 2014, angekündigt wurde es auf der Gamescom 2015.

## Handlung
Die Geschichte von Halo Wars 2 spielt in dem Science-Fiction-Universum der Halo-Reihe während des 26. Jahrhunderts. Das Spiel spielt im Jahr 2559, 28 Jahre nach den Ereignissen von Halo Wars und kurz nach den Ereignissen von Halo 5: Guardians.
Halo Wars endet damit, dass die Besatzung des UNSC-Kriegsschiffes „Spirit of Fire“ in den Kryoschlaf versetzt wird und in den Weltraum fliegt. Seit diesem Ereignis ist der Krieg zwischen der Menschheit und der militärischen Allianz beendet.
Halo Wars 2 beginnt mit Captain James Cutter (Gideon Emery), Professor Anders (Faye Kingslee), und der Crew an Bord der „Spirit of Fire“.

## Spielprinzip
Halo Wars 2 ist ein Echtzeit-Strategiespiel, in dem der Spieler aus der Vogelperspektive das Kommando der Einheiten übernimmt. Im Spiel gibt es zwei spielbare Fraktionen, das aus dem ersten Teil bekannte United Nations Space Command (UNSC) (dt.: Weltraumkommando der Vereinten Nationen) und eine neue Alien-Fraktion namens Die Verbannten, welche als Ersatz für das Allianz-Imperium dienen. Die Kampagne enthält 13 Missionen und ist im Koop-Modus spielbar. Die Kämpfe in Halo Wars 2 sind durch ein „Schere-Stein-Papier“- (rock-paper-scissors) und Gegenangriff-System (counter-attack) ausgeglichen, indem Bodenfahrzeuge effektiv gegen Infanterie sind und Infanterie effektiv gegen Lufteinheiten ist.
Das Spiel bietet eine Reihe von Mehrspieler-Modi, die online mit bis zu sechs Spielern gespielt werden können.
| Originale Namen | Kurzbeschreibung                                  |
| --------------- | ------------------------------------------------- |
| Skirmish        | Solo oder Koop gegen K.I.-Gegner                  |
| Strongholds     | Basen auf den Karten einnehmen und halten         |
| Domination      | Basen auf den Karten einnehmen und halten         |
| Deathmatch      | Alle gegen Alle, bis nur noch einer lebt          |
| Blitz           | Blitz verbindet Elemente von Sammelkartenspielen. |

## Kritiken
Halo Wars 2 erhielt weitgehend positive Wertungen. Die GameStar bewertete die PC-Version mit 83 %. Metacritic aggregiert für den Titel eine Durchschnittswertung von 79 (Xbox One) bzw. 75 (Windows 10).

„Fazit: »Schnelles, zugängliches Echtzeit-Strategiespiel. Nicht nur, aber besonders für Halo-Fans geeignet.«“